# Pettit (cratera)
Pettit é uma cratera no quadrângulo de Amazonis em Marte, localizada a 12.3° latitude norte e 174° longitude oeste.  Ela possui 98.1 km de diâmetro e recebeu o nome de Edison Pettit, um astrônomo americano (1890-1962). 